# Райчур
Райчу́р (англ. Raichur) — город в индийском штате Карнатака. Административный центр округа Райчур. Средняя высота над уровнем моря — 407 метров. По данным всеиндийской переписи 2001 года, в городе проживало 205 634 человека, из которых мужчины составляли 51 %, женщины — соответственно 49 %. Уровень грамотности взрослого населения составлял 63 % (при общеиндийском показателе 59,5 %). Уровень грамотности среди мужчин составлял 62 %, среди женщин — 58 %. 13 % населения было моложе 6 лет.
Около 1473 года город посетил Афанасий Никитин, упомянувший его в своих путевых записках «Хожение за три моря» под названием Райчуру.